# Bayan Har
Bayan Har är en bergskedja i nordöstra delen av den Tibetanska platån, norr om Yangtzefloden och söder om Gula floden.